# Бетон
Бето́н (от фр. béton) — искусственный каменный строительный материал, получаемый в результате формования и затвердевания рационально подобранной, тщательно перемешанной и уплотнённой смеси из минерального (чаще всего это портландцемент) или органического вяжущего вещества, крупного или мелкого заполнителей, воды. В ряде случаев может иметь в составе специальные добавки, а также не содержать воды (например, асфальтобетон).
В строительстве наиболее широко используют бетоны, изготовленные на цементах или других неорганических вяжущих. Эти бетоны обычно затворяют водой. Цемент и вода являются активными составляющими бетона; в результате реакции между ними образуется цементный камень, скрепляющий зерна заполнителя в монолит.
На органических вяжущих веществах (битум, минеральные смолы) бетонную смесь получают без введения воды, что обеспечивает высокую плотность и непроницаемость бетонов.

## История
Наиболее ранний бетон, обнаруженный археологами при раскопках в поселке Лепенски Вир (Сербия), можно отнести к 5600 году до н. э. В одной из хижин древнего поселения из бетона, замешанного на гравии и местной извести, был изготовлен пол толщиной 25 см.
Широко бетон использовался в Древнем Риме. Италия — вулканическая страна, в которой легко доступны компоненты, из которых может быть приготовлен бетон, включая пуццоланы и лавовый щебень. Римляне использовали бетон в массовом строительстве общественных зданий и сооружений, включая Пантеон, купол которого до сих пор является наиболее крупным в мире выполненным из неармированного бетона. При этом в восточной части государства эта технология не получила распространения, там в строительстве традиционно использовался камень, а затем и дешёвая плинфа — род кирпича.
Вследствие упадка Западной Римской империи широкомасштабное строительство монументальных зданий и сооружений сошло на нет, что сделало использование бетона нецелесообразным и в сочетании с общей деградацией ремесла и науки привело к утрате технологии его производства. В период раннего Средневековья единственными крупными архитектурными объектами были соборы, которые возводились из природного камня.
В середине XVIII века английский инженер Джон Смитон изобрел способ изготовления цемента, способного твердеть под водой. Для этого он использовал известняк, содержащий глину. Он применил этот материал при строительстве маяка Эддистон в 1759 году. Патент на «римский цемент» получил в 1796 году Джеймс Паркер. Путем обжига смеси из глины и извести Паркер получил романцемент — первую в истории марку цемента. Смешанный в определённых пропорциях с гравием, песком и водой такой цемент и образовывал бетон. В первой половине XIX века многими исследователями и промышленниками был разработан портландцемент современного типа. Патент на портландцемент получил в 1824 году Джозеф Аспдин, в 1844 году Исаак Чарльз Джонсон улучшил портландцемент Аспдина. В 1817 году Луи Вика изобрёл цементный клинкер. Параллельно росту производства портландцемента происходило расширение использования цементных растворов и бетонов в строительстве.
Мировыми лидерами в производстве бетона являются Китай (430 млн м³ в 2006 г.) и США (345 млн м³ в 2005 г. и 270 млн м³ в 2008 г.). В России в 2008 г. было произведено 52 млн м³ бетона.

## Классификация и виды бетона
Согласно ГОСТ 25192-2012 «Бетоны. Классификация и общие технические требования» и ГОСТ 7473-2010 «Смеси бетонные. Технические условия», классификация бетонов (за исключением бетонов на битумных вяжущих — асфальтобетонов) производится по основному назначению, виду вяжущего вещества, виду заполнителей, структуре и условиям твердения:
- По назначению различают:
  - бетоны обычные (для промышленных и гражданских зданий)
  - специальные — гидротехнические, дорожные, теплоизоляционные, декоративные, а также бетоны специального назначения (химически стойкие, жаростойкие, звукопоглощающие, для защиты от ядерных излучений и др.).
- По виду вяжущего вещества различают цементные, известковые, силикатные, гипсовые, шлаковые (шлакощелочные и др.), специальные (полимербетоны, бетоны на магнезиальном вяжущем).
- По виду заполнителей различают бетоны на плотных, пористых или специальных заполнителях.
- По структуре различают бетоны плотной, поризованной, ячеистой (ячеистый бетон) или крупнопористой структуры.
- По условиям твердения бетоны подразделяют на твердеющие в естественных условиях, в условиях тепловлажностной обработки при атмосферном давлении или в условиях тепловлажностной обработки при давлении выше атмосферного (автоклавного твердения).
- По средней плотности бетоны подразделяют на:

- особо тяжёлый (плотность свыше 2500 кг/м³) — баритовый, магнетитовый, лимонитовый;
- тяжёлый (плотность 2000—2500 кг/м³);
- облегчённые (плотность 1800—2200 кг/м³);
- лёгкий (плотность 200—2000 кг/м³) — керамзитобетон, пенобетон, газобетон, пемзобетон, арболит, вермикулитовый, перлитовый;
- особо лёгкий (плотность менее 800 кг/м³) — полистиролбетон.

Значения начального модуля упругости бетона при сжатии и растяжении Eb приведены в таблице 6.11 СП 63.1330.2012, в E·10-3, МПа.

## Производство бетона
Цементобетон производится смешиванием цемента, песка, щебня и воды (соотношение их зависит от марки цемента, фракции и влажности песка и щебня), а также небольших количеств добавок (пластификаторы, гидрофобизаторы, и т. д.). Цемент и вода являются главными связующими компонентами при производстве бетона. Например, при применении цемента марки 400 для производства бетона марки 200 используется соотношение 1:3:5:0,5. Если же применяется цемент марки 500, то при этом условном соотношении получается бетон марки 350. Соотношение воды и цемента («водоцементное соотношение», «водоцементный модуль»; обозначается «В/Ц») — важная характеристика бетона. От этого соотношения напрямую зависит прочность бетона: чем меньше В/Ц, тем прочнее бетон. Теоретически для гидратации цемента достаточно В/Ц = 0,2, однако у такого бетона слишком низкая пластичность, поэтому на практике используются В/Ц = 0,3—0,5 и выше.
Распространённой ошибкой при кустарном производстве бетона является чрезмерное добавление воды, которое увеличивает подвижность бетона, но в несколько раз снижает его прочность, потому очень важно точно соблюсти водоцементное соотношение, которое рассчитывается по таблицам в зависимости от используемой марки цемента.

## Заполнители бетона
В качестве заполнителя могут использоваться природные или искусственные сыпучие каменные материалы. Занимая в бетоне до 80—85 % его объёма, заполнители образуют жёсткий скелет бетона, уменьшая усадку и предотвращая образование усадочных трещин.
В зависимости от размера зёрен заполнитель делят на мелкий (песок) и крупный (щебень и гравий).
Заполнители самовосстанавливающегося бетона могут быть химические (на основе битума), и органические (капсулы с кальцийпродуцирующими бактериями). Такой самовосстанавливающийся бетон перспективен для строительства, например, мостов. Результаты испытаний показывают почти полное залечивание трещин в течение примерно 4 недель.

## Подбор состава бетона
Одной из важнейших составляющих бетонной смеси является песок. Для приготовления бетона лучше использовать природный песок от среднего до крупного. Крупность песка и его соотношение с крупным заполнителем (щебнем или гравием в тяжёлом бетоне, керамзитом — в лёгком) в составе бетонной смеси влияет на подвижность и количество цемента. Чем мельче песок, тем больше требуется минерального заполнителя и воды. Важнейшим ограничением при использовании природного песка является ограничение на наличие в составе песка глины или глинистых частиц. На прочность бетона мелкие (глинистые) частицы влияют очень сильно. Даже незначительное их количество приводит к существенному снижению прочности бетона. Поэтому при отсутствии природного песка без глинистых частиц имеющийся в наличии песок улучшается (обогащается) с помощью следующих процедур: промывки песка; разделения песка на фракции в потоке воды; выделения из песка нужной фракции; смешивания песка, имеющегося в зоне выполнения работ, с привозным высококачественным песком.
После обогащения и подготовки песок должен удовлетворять условиям, определяемым так называемой стандартной областью просеивания. Зерновой состав, определяемый просеиванием песка через сита с разными отверстиями, должен укладываться в область, показанную на рисунке штрихами. Можно использовать песок с размерами частиц с учётом и не заштрихованной области, но только для бетонов марки 150 и ниже.
Вместо песка можно успешно использовать отходы производства металлургической, энергетической, горнорудной, химической и других отраслей промышленности.

## Укладка, уплотнение, затвердевание
Бетонная смесь после приготовления и укладки должна быть как можно быстрее уплотнена. В процессе уплотнения избавляются от воздуха в воздушных карманах, а также перераспределяют цементное молоко для более плотного соприкосновения с твёрдыми фракциями бетона. Это приводит к повышению прочности готового бетона. Для уплотнения используется вибрация. При виброуплотнении в монолитном строительстве используют ручные вибраторы, в блочном — вибропрессы. Температура отвердевания — от +5 °C до +30 °C.
При бетонных работах возникают технологические остатки бетона в бетононасосе или миксере при их сливе на землю возникают локальные загрязнения. Для эффективного использования остатков бетона возможно заранее подготовить небольшие формы.

## Эксплуатационные свойства

### Прочность на сжатие
Основной показатель, которым характеризуется бетон — прочность на сжатие. По ней устанавливается класс бетона.
Класс бетона В — это кубиковая (призменная) прочность в МПа, принимаемая с гарантированной обеспеченностью (доверительной вероятностью) 0,95. Это значит, что установленное классом свойство обеспечивается не менее чем в 95 случаях из 100 и лишь в пяти случаях можно ожидать его не выполненным.
Согласно СНиП 2.03.01-84 «Бетонные и железобетонные конструкции», класс обозначается латинской буквой «B» и цифрами, показывающими выдерживаемое давление в мегапаскалях (МПа). Например, обозначение В25 означает, что стандартные кубики (100×100×100 мм), изготовленные из бетона данного класса, в 95 % случаев выдерживают давление 25 МПа. Для расчёта показателя прочности необходимо учитывать и коэффициенты, например, для бетона класса В25 по прочности на сжатие нормативное сопротивление Rbn, применяемое в расчётах, составляет 18,5 МПа, а расчётное сопротивление Rb — 14,5 МПа.
Возраст бетона, отвечающий его классу по прочности на сжатие и осевое растяжение, назначается при проектировании, исходя из возможных реальных сроков загрузки конструкции проектными нагрузками, способа возведения, условий твердения бетона. При отсутствии этих данных класс бетона устанавливается в возрасте 28 суток.
Наряду с классами, прочность бетона также задаётся марками, обозначаемыми латинской буквой «М» и цифрами от 50 до 1000, означающими предел прочности на сжатие в кгс/см². ГОСТ 26633-91 «Бетоны тяжёлые и мелкозернистые. Технические условия» устанавливает следующее соответствие между марками и классами при коэффициенте вариации прочности бетона 13,5 %:
| Класс бетона по прочности | Ближайшая марка бетона по прочности | Современное международное обозначение |
| ------------------------- | ----------------------------------- | ------------------------------------- |
| B3,5                      | М50                                 | —                                     |
| B5                        | М75                                 | —                                     |
| B7,5                      | М100                                | —                                     |
| B10                       | М150                                | С8/10                                 |
| B12,5                     | М150                                | С10/12,5                              |
| B15                       | М200                                | С12/15                                |
| B20                       | М250                                | С16/20                                |
| B22,5                     | М300                                | С18/22,5                              |
| B25                       | М350                                | С20/25                                |
| B27,5                     | М350                                | С22/27,5                              |
| B30                       | М400                                | С25/30                                |
| B35                       | М450                                | С28/35                                |
| —                         | —                                   | С30/37                                |
| B40                       | М550                                | С32/40                                |
| B45                       | М600                                | С35/45                                |
| B50                       | М700                                | С40/50                                |
| B55                       | М750                                | С45/55                                |
| B60                       | М800                                | С50/60                                |
| —                         | —                                   | С55/67                                |
| B70                       | М900                                | —                                     |
| —                         | —                                   | С60/75                                |
| B80                       | М1000                               | —                                     |
| —                         | —                                   | С70/85                                |
| B90                       | —                                   | —                                     |
| —                         | —                                   | С80/95                                |
| B100                      | —                                   | —                                     |
| —                         | —                                   | С90/105                               |
| B110                      | —                                   | —                                     |
| B120                      | —                                   | —                                     |

Из актуальной версии ГОСТ 26633-2015 данная таблица изъята.
До момента испытаний образцы бетона должны храниться в камерах нормального твердения, проверка прочности готовой конструкции может осуществляться неразрушающими методами контроля с помощью молотков Кашкарова, Физделя или Шмидта, склерометров различных конструкций, ультразвуковых приборов и других.

### Удобоукладываемость
Согласно ГОСТ 7473-2010, по удобоукладываемости (обозначается буквой «П») различают бетоны:
- сверхжёсткие (жёсткость более 50 секунд);
- жёсткие (жёсткость от 5 до 50 секунд);
- подвижные (жёсткость менее 4 секунд, подразделяются по осадке конуса).

ГОСТ устанавливает следующие обозначения бетонных смесей по удобоукладываемости:
| Марка по удобоукладываемости | Норма по жёсткости, с | Осадка конуса, см |
| ---------------------------- | --------------------- | ----------------- |
| Сверхжёсткие смеси           |                       |                   |
| СЖ3                          | Более 100             | -                 |
| СЖ2                          | 51—100                | -                 |
| СЖ1                          | менее 50              | -                 |
| Жёсткие смеси                |                       |                   |
| Ж4                           | 31—60                 | -                 |
| Ж3                           | 21—30                 | -                 |
| Ж2                           | 11—20                 | -                 |
| Ж1                           | 5—10                  | -                 |
| Подвижные смеси              |                       |                   |
| П1                           | 4 и менее             | 1—4               |
| П2                           | -                     | 5—9               |
| П3                           | -                     | 10—15             |
| П4                           | -                     | 16—20             |
| П5                           | -                     | 21 и более        |

Показатель удобоукладываемости имеет решающее значение при бетонировании с помощью бетононасоса. Для прокачки насосом используют смеси с показателем удобоукладываемости не ниже П2.

### Другие важные показатели
- Прочность на изгиб.
- Морозостойкость бетона — обозначается латинской буквой «F» и цифрами от 50 до 1000, означающими количество циклов замерзания-оттаивания, которые способен выдержать бетон.
- Водонепроницаемость — обозначается латинской буквой «W» и цифрами от 2 до 20, обозначающими давление воды, которое должен выдержать образец-цилиндр данной марки.

Для испытаний бетона на морозостойкость и водонепроницаемость используются испытательные климатические камеры.

## Добавки для бетона
Применение добавок позволяет существенным образом влиять на смеси, бетоны и растворы придавая им специфические свойства. ГОСТ 24211-2008 «Добавки для бетонов и строительных растворов. Общие технические условия» предлагает следующую классификацию добавок:
1. Добавки, регулирующие свойства бетонных и растворных смесей:
  - пластифицирующие добавки повышают подвижность бетонной смеси, тем самым позволяя получить заданную консистенцию при меньшем расходе воды;
  - водоредуцирующие добавки позволяют получить высокоподвижные смеси с низким водосодержанием, следовательно, с относительно небольшим объёмом цементного камня;
  - стабилизирующие добавки обеспечивают сохранность консистенции, тем самым предотвращая расслоение смеси при укладке и уплотнении;
  - добавки регулирующие сохраняемость подвижности смеси востребованы в жаркое время года, при необходимости длительной транспортировки смеси;
  - добавки увеличивающие воздухо- (газо) содержание смеси или воздухововлекающие добавки повышают морозостойкость, водонепроницаемость и устойчивость к коррозии, но несколько снижают прочность будущей конструкции;
2. Добавки, регулирующие свойства бетонов и растворов:
  - регулирующие кинетику твердения бетона:
    - замедлители применяют, когда возникает необходимость увеличить время до начала схватывания бетонной смеси в случае длительной транспортировки;
    - ускорители сокращают время твердения бетона;

  - повышающие прочность бетона — добавки этого типа увеличивают стойкость бетона к истиранию, ударам и раскалыванию;
  - снижающие проницаемость — вещества, повышающие плотность структуры бетона;
  - добавки повышающие защитные свойства по отношению к стальной арматуре применяют для предотвращения коррозии при непосредственном контакте бетона с арматурой в железобетонных конструкциях;
  - добавки повышающие морозостойкость увеличивают количество циклов попеременного замерзания и оттаивания бетона без потери прочностных свойств;
  - добавки повышающие коррозионную стойкость бетона в условиях среды, вызывающей ухудшение свойств материала;
  - расширяющие добавки применяют с целью компенсировать усадку бетона в процессе эксплуатации конструкции;
3. Добавки, придающие бетонам и растворам специальные свойства:
  - противоморозные добавки при растворении в воде сильно понижают температуру замерзания смеси, предотвращая её замерзание при транспортировке, а также препятствуют промерзанию свежеуложенного бетона в холодное время года;
  - гидрофобизирующие добавки придают стенкам пор бетона водоотталкивающие свойства, увеличивая водонепроницаемость бетона, а также препятствует возникновению капиллярного эффекта;
  - фотокаталитические добавки придают бетону свойства самоочищаться, в результате такой реакции происходит разложение практически любых встречаемых на стенах всякого сооружения загрязнений — пыли, плесени, бактерий, частиц выхлопных газов и т. д.
4. Минеральные добавки для бетона:
  - тип I — активные минеральные:
    - обладающие вяжущими свойствами (например, микрокремнезем, метакаолин);
    - обладающие пуццолановой активностью;
    - обладающие одновременно вяжущими свойствами и пуццолановой активностью.

  - тип II — инертные минеральные.

## Обозначение бетонной смеси
Согласно ГОСТ 7473-2010, обозначение бетонной смеси должно состоять из:
- типа бетонной смеси (сокр. обозначение);
- класса по прочности;
- марки по удобоукладываемости,
- при необходимости, марки морозостойкости, марки водонепроницаемости, средней плотности (для лёгкого бетона);
- обозначение стандарта.

Например, готовая к применению бетонная смесь тяжёлого бетона класса по прочности на сжатие В25, марки по удобоукладываемости П3, морозостойкости F200 и водонепроницаемости W6 должна обозначаться как БСТ В25 П3 F200 W6 ГОСТ 7473-2010. В коммерческой практике принято также выделять в отдельную категорию высокопрочные спецбетоны ВС и бетоны с применением щебня мелкой фракции СМ (т. н. «семечка»).

## Защита бетона
Гидроизоляционную защиту бетона подразделяют на первичную и вторичную. К первичной относят мероприятия, обеспечивающие непроницаемость конструкционного материала сооружения. Ко вторичной — дополнительное покрытие поверхностей конструкций гидроизоляционными материалами (мембранами) со стороны непосредственного воздействия агрессивной среды.
Меры первичной защиты предполагают использование материалов, имеющих повышенную коррозионную стойкость в агрессивной среде, а также обеспечивающих низкую проницаемость бетона. К мерам первичной защиты относятся также вопросы выбора рациональных геометрических очертаний и форм конструкций, назначение категорий трещиностойкости и предельно допустимой ширине раскрытия трещин, рассмотрение сочетания нагрузок и определение непродолжительного раскрытия трещин, назначение толщины защитного слоя бетона с учётом его непроницаемости. Также к первичной защите можно отнести применение интегральных капиллярных материалов — гидроизоляция строительными смесями проникающего действия. При этом уплотняется структура бетона и происходит увеличение водонепроницаемости, морозостойкости, прочности на сжатие и коррозионной стойкости на весь срок службы.
Задача вторичной защиты — не допустить или ограничить возможность контакта агрессивной среды и бетона. В качестве вторичной защиты используют обеспыливающие пропитки, тонкослойные покрытия, наливные полы и высоконаполненные покрытия. Чаще всего в качестве связующего материала при производстве полимерных составов применяются эпоксидные, полиуретановые и полиэфирные компоненты. Механизм защиты бетонного основания заключается в уплотнении поверхностного слоя и изоляции поверхности.
Проблема защиты бетона от химической и электрокоррозии стоит особенно остро для объектов железнодорожного транспорта, где блуждающие токи утечки сочетаются с агрессивным химическим воздействием.

## Прогрев бетона зимой
Существенный недостаток бетона выявляется при строительстве в зимнее время, когда из-за низких температур прочность возводимых бетонных сооружений находится под угрозой. По этой причине возникает потребность в принудительном прогреве бетона.
Основные и дополнительные способы прогрева бетона:
- Прогрев проводом. Доступный метод, который обеспечивает отличный прогрев помещения.
- Прогрев электродами. Обеспечивает быстрое нагревание в силу распространения сети электродов.

- пластинчатые электроды. Они соединяются с бетонным раствором изнутри — крепятся на опалубку. Передают тепло непосредственно бетону.
- полосовые электроды. Крепятся с обеих сторон.
- струнные электроды. Чаще используются в колоннах и крепятся в центральной части.
- стержневые электроды. Применяются там, где невозможно использование других электродов.

- Станция прогрева бетона. Используется в тех случаях, когда бетон планируется прогревать проводом. Мощность станции напрямую влияет на уровень прогрева бетона. Управляется вручную или автоматически.
- Греющая опалубка. Считается более выгодным и долгосрочным решением для обогрева бетона, чем прогрев при помощи проводов.
- Индукционный метод. При таком выборе важно строго рассчитать количество витков и соотнести их с объёмом металла конструкции.
- Инфракрасный метод. Эффективный и простой способ прогрева, но достаточно дорогостоящий.
- Бетонирование в тепляках и термоматы. Трудоёмкий и дорогой метод, который не подходит для больших помещений с колоннами. В таких случаях монолитные колонны или стены лучше защищать пологами, натянув их на строительные леса, поставить термогенераторы принудительного типа.
- Набор температуры влияет на набор прочности и сроки снятия опалубки, для этого в зимний период так же необходимо следить за температурой бетона на поверхности и внутри ядра. Поэтому в конструкции делают термоскважины или монтируют термопары. При демонтаже опалубки разница температур окружающей среды и ядра бетонной конструкции не должна превышать 15 градусов.